# Роден, Маркус
Ма́ркус Роде́н (швед. Marcus Rohdén; род. 11 мая 1991, Швеция) — шведский футболист, полузащитник. Игрок итальянского клуба АЕК (Ларнака) и сборной Швеции.

## Клубная карьера
Роден начал свою карьеру в клубе «Хёссна» и в 16 лет перебрался в «Эльфсборг». В декабре 2011 года, после возвращения из аренды в «Скёвде», он подписал полноценный взрослый контракт с «Эльфсборгом» сроком на пять лет. Свой первый гол игрок забил в ворота «Хеккена» 26 августа 2012 года, в своём дебютном сезоне за «Эльфсборг».
3 августа 2016 года, после 120 игр за «Эльфсборг», Роден решил переехать за границу и подписал контракт с новичком Серии А «Кротоне».
13 августа 2019 года Роден был представлен в качестве игрока «Фрозиноне».

## Международная карьера
Роден играл за все юношеские и молодёжные сборные своей страны. Его дебют за молодёжную сборную состоялся 10 сентября 2012 года в игре против Украины. Он заменил своего товарища по «Эльфсборгу» Никласа Хульта. 15 января 2015 года Роден забил свой первый гол за взрослую сборную своей страны в товарищеском матче против Кот-д’Ивуара.

## Достижения
Эльфсборг:
- Чемпион Швеции: 2012
- Обладатель Кубка Швеции: 2013/14